# Nesticus abukumanus
Nesticus abukumanus är en spindelart som beskrevs av Takeo Yaginuma 1979. Nesticus abukumanus ingår i släktet Nesticus och familjen grottspindlar. Inga underarter finns listade i Catalogue of Life.